# (16221) Kevinyang
(16221) Kevinyang (2000 DX48) – planetoida z pasa głównego asteroid okrążająca Słońce w ciągu 3,9 lat w średniej odległości 2,47 j.a. Odkryta 29 lutego 2000 roku.